# 王憲 (新朝)
王憲（？—23年）。司隷弘農郡人，中国新朝末年武将，民变人物。

## 生平
| 姓名         | 王憲                                        |
| 時代         | 新朝                                        |
| 生卒年       | 生年不詳 - 23年（更始元年）                 |
| 字・別号     | 〔不詳〕                                    |
| 出身地       | 司隷弘農郡                                  |
| 職官         | 弘農掾〔新〕→校尉〔更始〕 →漢大将軍〔自称〕 |
| 爵位・号等   | -                                           |
| 陣营・所属等 | 王莽→更始帝                                 |
| 家族・一族   | 〔不詳〕                                    |

他是反新起义群雄之一邓晔属下武将。起初，王憲在新朝为弘農掾，地皇四年（23年）秋，鄧曄、于匡在弘農郡析县起义，王憲归顺。鄧曄、于匡和丞相司直李松率领的更始帝軍合流，攻打京師倉，王憲被鄧曄任命为校尉，率领数百人北渡渭河，進入左馮翊界，降城略地。北進至左馮翊頻陽县，左馮翊萬年县栎陽豪族申碭、左馮翊下邽豪族王大都向王憲投降。当时听说天水郡隗囂率軍攻打長安，王憲開始進軍長安，意欲获得大功。
同年十月，王憲率部攻陷長安，王莽在漸台被商人杜吴所殺，校尉公賓就把王莽的首級献给王憲。王憲自称漢大将軍，城内十万軍队都被他控制。王莽的後宮女性、衣服、車馬、器物都被他独占，御璽、天子儀杖他都自己使用。
李松、鄧曄率更始帝大軍入長安城，和更始帝属下西屏大将軍申屠建、将軍赵萌合军。王憲独占战利品，没有献上御璽、儀杖。申屠建、趙萌于是将王憲捕拿，将他处死。
王憲被杀后，肃清三輔官民的風聞兴起。三輔各地起兵对抗更始帝軍。申屠建不能全部鎮压，更始二年（24年）二月，更始帝迁都長安，布告大赦，混乱也没有完全结束。